# Club-Menge
Als club-Menge wird in der Mengenlehre eine Teilmenge einer Limesordinalzahl bezeichnet, die abgeschlossen und unbeschränkt (engl. closed und unbounded) ist.

## Definition
Sei {\displaystyle \lambda } eine Limesordinalzahl. Eine Teilmenge {\displaystyle x\subseteq \lambda } heißt
- abgeschlossen, wenn für jede Folge {\displaystyle \langle \alpha _{\xi }\in x\mid \xi <\mu \rangle } aus {\displaystyle x} gilt:
{\displaystyle \lim _{\xi \to \mu }\alpha _{\xi }=\delta \in \lambda \Rightarrow \delta \in x,}
- unbeschränkt, wenn für alle {\displaystyle \alpha \in \lambda } ein {\displaystyle \beta \in x} existiert mit {\displaystyle \alpha \leq \beta }.

{\displaystyle x} heißt club-Menge, falls {\displaystyle x} sowohl abgeschlossen als auch unbeschränkt ist.

## Beispiele
Für {\displaystyle \lambda =\omega } ist die Bedingung der Abgeschlossenheit trivialerweise erfüllt, weil es keine Limesordinalzahlen unter {\displaystyle \omega } gibt; club-Mengen von {\displaystyle \omega } sind also lediglich unbeschränkte, d. h. unendliche Teilmengen der natürlichen Zahlen.
Fasst man {\displaystyle \lambda } und die Klasse der Ordinalzahlen {\displaystyle \operatorname {Ord} } mittels der Ordnungstopologie als topologische Räume auf, so ist das Bild jeder stetigen, monoton steigenden Funktion {\displaystyle f\colon \lambda \to \operatorname {Ord} } eine club-Menge.

## Der club-Filter
Ist die Konfinalität der Limesordinalzahl {\displaystyle \lambda } überabzählbar, {\displaystyle \operatorname {cf} \lambda >\omega }, so ist der Schnitt zweier club-Mengen wieder eine club-Menge. Setzt man {\displaystyle {\mathcal {C}}_{\lambda }=\{x\subseteq \lambda \mid \exists C\subseteq x\ C{\text{ club}}\}}, so bildet {\displaystyle {\mathcal {C_{\lambda }}}} also einen Filter, den club-Filter. Er hat unter anderem folgende Eigenschaften:
- {\displaystyle {\mathcal {C}}_{\lambda }} ist {\displaystyle \operatorname {cf} \lambda }-vollständig: Ist {\displaystyle \gamma \in \operatorname {cf} \lambda } und {\displaystyle C_{\alpha }\in {\mathcal {C}}_{\lambda }} für {\displaystyle \alpha \in \gamma }, so gilt 
{\displaystyle \textstyle \bigcap \limits _{\alpha \in \gamma }C_{\alpha }\in {\mathcal {C}}_{\lambda }.}
- Ist {\displaystyle \lambda } eine reguläre Kardinalzahl, so ist {\displaystyle {\mathcal {C}}_{\lambda }} abgeschlossen gegenüber sogenannten diagonalen Schnitten: Ist {\displaystyle \langle C_{\alpha }\mid \alpha \in \lambda \rangle } eine Familie von club-Mengen aus {\displaystyle {\mathcal {C}}_{\lambda }}, so ist
{\displaystyle \textstyle \bigtriangleup _{\alpha \in \lambda }C_{\alpha }:=\lbrace \beta \in \lambda \mid \beta \in \bigcap _{\alpha \in \beta }C_{\alpha }\rbrace \in {\mathcal {C}}_{\lambda }.}

Das zu {\displaystyle {\mathcal {C}}_{\lambda }} duale Ideal, definiert durch {\displaystyle {\mathcal {I}}_{\lambda }=\{D\subseteq \lambda \mid \lambda \setminus D\in {\mathcal {C}}_{\lambda }\}}, wird als Ideal der dünnen Teilmengen bezeichnet.
Eine Menge {\displaystyle S\subseteq \lambda } heißt stationär, falls sie nicht dünn ist, also {\displaystyle S\notin {\mathcal {I}}_{\lambda }} gilt. Eine Menge ist genau dann stationär, wenn ihr Schnitt mit jeder club-Menge nicht leer ist.